# Most Nelsona Mandele
Most Nelsona Mandele je most v Johannesburgu v Južni Afriki. Je četrti od petih mostov, ki prečkajo železniške tire in stranske tire, ki so zahodno od postaje Johannesburg Park, prvi je most Johana Rissika, ki meji na postajo. Dokončan je bil leta 2003, gradnja pa je stala 38 milijonov južnoafriških randov. Predlog za most je bil povezati dve glavni poslovni območji, Braamfontein in Newtown, ter pomladiti in do določene stopnje posodobiti ožje mestno jedro. Most je del ceste M27 v Johannesburgu.

## Zgodovina
Most, ki povezuje Braamfontein z mestnim središčem Johannesburga, sta leta 1993 v svoji urbanistični študiji notranjega mesta Johannesburga prvič omenila urbanista Steve Thorne in Gordon Gibson. V svoji študiji so most poimenovali most Nelsona Mandele v znak priznanja vloge, ki jo je imel Nelson Mandela pri združevanju južnoafriške družbe, in simbolike povezanosti in enotnosti, ki jo zagotavlja most.

## Konstrukcijska zasnova
Most je zgrajen prek 42 železniških tirov brez motenj železniškega prometa in je dolg 284 metrov. Krov nosita dva pilona, severni in južni, ki imata višino 42 oziroma 27 metrov. Ta asimetrija višine ustvarja občutljivo ravnovesje in posebno vizualno privlačnost. Za gradnjo je bilo potrebnih 4000 kubičnih metrov betona, 1000 ton konstrukcijskega jekla in 500 ton konstrukcijskega jekla. Inženirji so poskušali ohraniti most čim lažji in so za zmanjšanje teže uporabili konstrukcijsko jeklo z betonsko kompozitno ploščo. Težje brežine ob mostu so utrdili s težjimi hrbtnimi razponi. Most je sestavljen iz dveh pasov in ima na obeh straneh pločnike za pešce, kar omogoča tranzit več kot 3000 vozil na dan. Most je viden z ene najbolj priljubljenih cest v Johannesburgu, avtoceste M1.